# Kalidium sinicum
Kalidium sinicum là loài thực vật có hoa thuộc họ Dền. Loài này được (A.J. Li) H.C. Fu & Z.Y. Chu mô tả khoa học đầu tiên năm 1990.